# J to tha L-O!: The Remixes
J to tha L-O!: The Remixes — первый ремиксовый альбом американской актрисы и певицы Дженнифер Лопес, выпущенный в 2002 году на лейбле Epic Records. J to tha L-O!: The Remixes — первый альбом ремиксов, стартовавший на первой строчке рейтинга Billboard 200, за первую неделю было продано 156 000 экземпляров.

## Список композиций
1. «Love Don’t Cost a Thing» (RJ Schoolyard Mix featuring Fat Joe) — 4:18
2. «Ain’t It Funny» (Murder Remix featuring Ja Rule and Caddillac Tah) — 3:49
3. «I’m Gonna Be Alright» (Track Masters Remix featuring 50 Cent) — 3:53
4. «I’m Real» (Murder Remix featuring Ja Rule) — 4:18
5. «Walking on Sunshine» (Metro Remix) — 5:50
6. «If You Had My Love» (Darkchild Master Mix) — 4:11
7. «Feelin' So Good» (Bad Boy Remix featuring P. Diddy and G. Dep) — 4:27
8. «Let’s Get Loud» (Pablo Flores Remix) — 5:29
9. «Play» (Sack International Remix) — 4:18
10. «Waiting for Tonight» (Hex’s Momentous Radio Mix) — 4:32
11. «Alive» (Album Version) — 4:40